# Caleidoscopsis copal
Caleidoscopsis copal is een vlokreeftensoort uit de familie van de Pardaliscidae. De wetenschappelijke naam van de soort is voor het eerst geldig gepubliceerd in 1967 door J.L. Barnard.